# Lucia Aldana
Carmen Lucía Aldana Roldán (sinh ngày 9 tháng 3 năm 1992 tại Cali) là một người mẫu Colombia. Cô là người chiến thắng danh hiệu Hoa hậu Colombia 2012. Aldana đại diện cho Colombia tham gia cuộc thi Hoa hậu Hoàn vũ năm 2013. Cô là đại diện Colombia cuối cùng được dùng danh hiệu "Hoa hậu Hoàn vũ Số Một Colombia". Người kế nhiệm Hoa hậu Colombia Paulina Vega đã giành danh hiệu mang tên mới Hoa hậu Hoàn vũ 2014.

## Đầu đời
Aldana lớn lên ở Samanes de Guadalupe, một vùng lân cận ở Cali, Valle del Cauca, Colombia và là con gái của Maria Consuelo Roldan de Aldana (Một bà nội trợ) và Hector Aldana (một luật sư), cô là con út trong số năm người con. Aldana tốt nghiệp trường công lập Instituto Tecnico công nghiệp. Cô được nuôi dạy trong đức tin Công giáo nhưng từ năm 2003 khi cô 11 tuổi, cô và gia đình cô trở thành thành viên của một nhà thờ Tin Lành được gọi là Avivando La Fe ở Cali, Colombia. Aldana tự nhận mình là người Tin Lành.

## Hoa hậu Colombia
Hoa hậu Valle, Lucia Aldana được trao vương miện Colombia 2012 bởi Daniella Alvarez (Hoa hậu Colombia 2011) tại cuộc thi thứ 78 của cuộc thi sắc đẹp Hoa hậu Colombia diễn ra tại Trung tâm Hội nghị Julio Cesar Turbay Ayala, hội trường Gethsemane, Cartagena de Indias trong lễ đăng quang chính thức vào đêm thứ Hai, ngày 12 tháng 11 năm 2012. Sau đó, cô đã tranh tài tại cuộc thu Hoa hậu Hoàn vũ 2013 ở Moskva, Nga nhưng thất bại trong trận bán kết.